# Thinle Lhondup
Thinle Lhondup, anche conosciuto come Thinley o Thinlen (tibetano: འཕྲིན་ལས་ལྷུན་གྲུབ་ ; nepalese: थिन्ले लोन्डुप; Dolpo, 1943/1944 – Dolpo, 24 aprile 2016), è stato un attore nepalese di etnia tibetana.

## Biografia
Particolarmente conosciuto per il suo ruolo in Himalaya - L'infanzia di un capo, film diretto da Éric Valli, Thinley Lhondup è morto il 24 aprile 2016 nel Dolpo, suo luogo di nascita.